# Nicolaus Kleinenberg

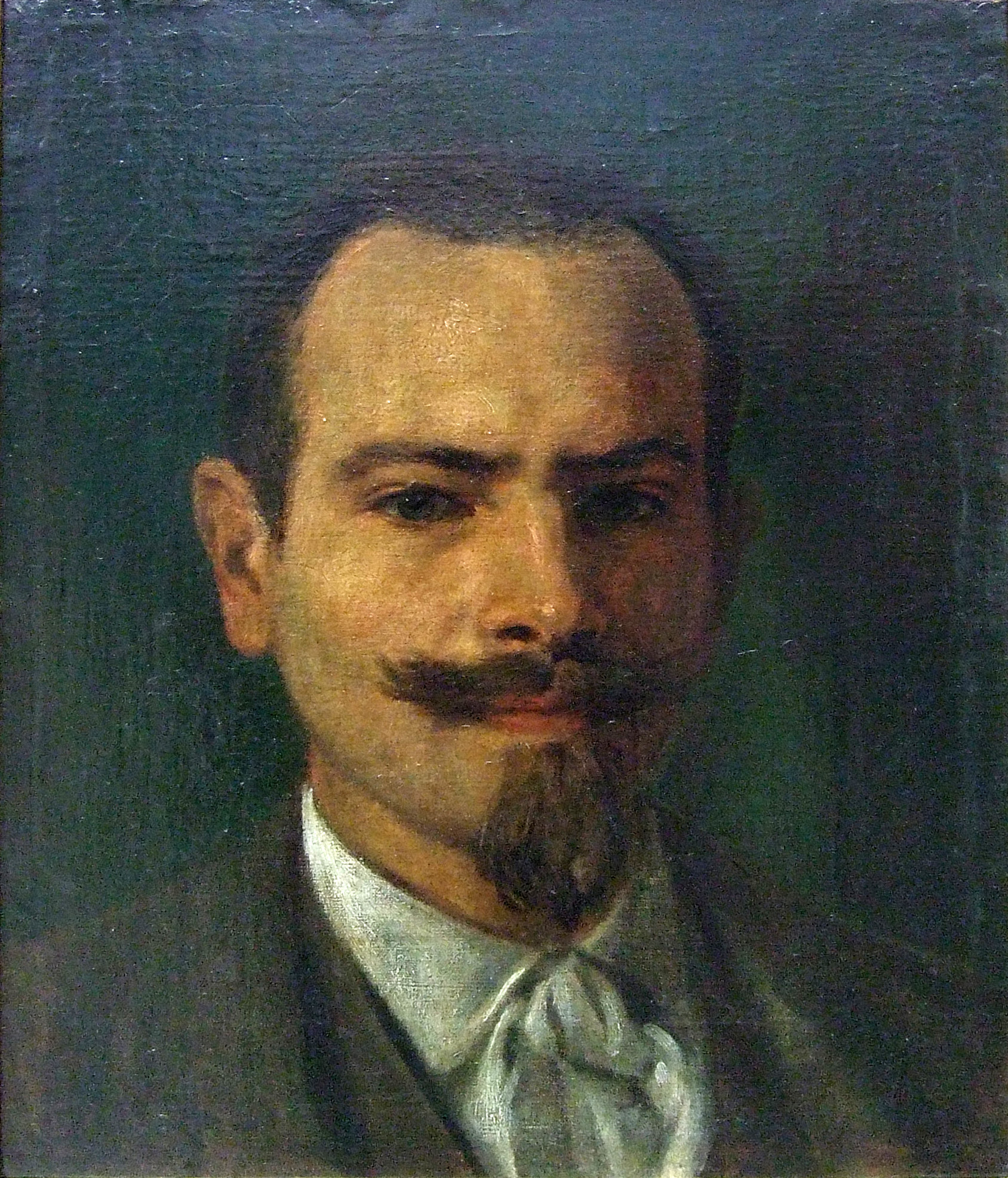
Nicolaus Kleinenberg, studium Hansa von Marées

Nicolaus Kleinenberg, Nicolai Jakob Kleinenberg (ur. 11 marca 1842 w Lipawie, zm. 5 listopada 1897 w Neapolu) – niemiecki biolog, profesor Uniwersytetu w Mesynie i Uniwersytetu w Palermo.
Był synem miejskiego urzędnika Friedricha Kleinenberga i Charlotte Antonie Laurentz-Mester. Ukończył szkołę w Lipawie. Studiował medycynę na Uniwersytecie w Dorpacie w latach 1860–1867. Podczas studiów zainteresował się botaniką i po otrzymaniu dyplomu lekarza wyjechał na dalsze studia do Jeny. W latach 1869–1870 był asystentem w Instytucie Zoologicznym u Ernsta Haeckela. Tytuł doktora otrzymał w 1871 roku.
W 1873, za namową Antona Dohrna, wyjechał do Neapolu gdzie pomagał mu w zorganizowaniu stacji zoologicznej. W 1875 porzucił posadę asystenta i zamieszkał na wyspie Ischia. W 1879 powierzono mu katedrę zoologii i anatomii porównawczej na Uniwersytecie w Mesynie. W 1895 roku otrzymał katedrę na Uniwersytecie w Palermo.
Nie założył rodziny. Zmarł na zawał serca 5 listopada 1897 roku w szpitalu w Neapolu. Został pochowany na Cimitero degli inglesi w Neapolu. Na cmentarzu umieszczono popiersie z brązu autorstwa Adolfa von Hildebranda.

## Wybrane prace
- Die Furchung des Eies von Hydra viridis. Ein Beitrag zur Kenntnis der Plasmabewegungen. Jena, 1871
- Hydra. Eine anatomisch-entwicklungsgeschichtliche Untersuchung. Leipzig, 1872
- Sullo sviluppo del Lumbricus trapezoides. Napoli, 1878
- Über die Entstehung der Eier bei Eudendrium. Zeitschrift für wissenschaftliche Zoologie, 35, 326-332, 1881
- Sull'origine del sistema nervoso central degli Anellidi. Roma, 1881
- Carlo Darwin e I’opera sua. Messina, 1882
- Die Entstehung des Annelids aus der Larve von Lopadorhynchus. Nebst Bemerkungen über die Entwicklung anderer Polychaeten. Zeitschrift für wissenschaftliche Zoologie 44, 1-227, 1886
- Intorno alla differenza essenziale fra arte a scienza. Messina, 1892
- Sullo sviluppo del sistema nervoso periferico nei Molluschi. Monitore zoologico italiano, 5, 75, 1894
- Cenno biografico e catalogo delle opere di Pietro Doderlein. Palermo, 1896